# De Nieuwe Toneelbibliotheek
De Nieuwe Toneelbibliotheek is een uitgeverij van toneelteksten in boekvorm gevestigd in Amsterdam. De uitgeverij werd officieel gelanceerd op 29 november 2009 na een Toneelschrijfdag in De Balie in de International Theatre and Film Bookshop (ITFB).
De uitgeverij werd opgericht door toneelschrijvers en toneelschrijforganisaties (Platform Theaterauteurs en Hotel Dramatik) en stelt zich ten doel om toneelteksten in boekvorm te publiceren en bij voorstellingen beschikbaar te maken.
De Nieuwe Toneelbibliotheek (DNTB) publiceert jaarlijks 30 tot 40 nieuwe titels/vertalingen. Deze uitgaven zijn te verdelen in: oorspronkelijk Nederlands geschreven werk (groene boekjes), vertalingen in het Nederlands (oranje boekjes), vertalingen naar een vreemde taal (paarse boekjes) en secundair werk (blauwe boekjes). Ze geeft zowel gespeelde als ongespeelde teksten uit, oude teksten als nieuwe teksten, vertaald werk, jeugdtheater en secundair werk uit Vlaanderen en Nederland.
Door De Nieuwe Toneelbibliotheek zijn teksten van onder meer Jeroen van den Berg, Marian Boyer, Georg Büchner, Kris Cuppens, Stijn Devillé, J.W. von Goethe, Maria Goos, Rob de Graaf, Peter de Graef, Frank Houtappels, Jan Lauwers, Alfred de Musset, Marcel Musters, Joan Nederlof, Gerardjan Rijnders, Lineke Rijxman, Adelheid Roosen, Simon(e) van Saarloos, Arthur Schnitzler, William Shakespeare, Slauerhoff, Els Ingeborg Smits, Tom Stoppard, Anton Tsjechov, Nathan Vecht, Lot Vekemans, Willem de Vlam, Tennessee Williams Sophie van Winden en Willem de Wolf uitgegeven.
In 2016 ontving DNTB Prijs van Kritiek van de Nederlandse Kring van Critici.